# MACS1149-JD1
MACS1149-JD1またはMACS J1149+2223は、地球から見てしし座の方向にある銀河と考えられている天体である。
MACS1149-JD1は、地球からの見かけの距離が132億光年、実際の距離が314億光年も離れた位置にある天体である。重力レンズ効果によって見かけ上明るい遠方銀河の候補であった。ハッブル宇宙望遠鏡とスピッツァー宇宙望遠鏡によって推定された赤方偏移の値は9.6であった。2018年に日本の天文学者らが電波干渉計アルマ望遠鏡を用いて、この天体の二階電離した酸素の輝線を高い有意性で分光検出に成功した。得られた分光赤方偏移 9.11で、これは2020年2月29日段階でも最遠方の輝線検出記録を保持している。
地球とMACS1149-JD1の間には、66億5000万光年(z=0.544)の位置に銀河団が存在し、この銀河団の重力によって重力レンズ効果が生じている。MACS1149-JDが観測できたのは、重力レンズ効果によって15倍の明るさに増幅されたからである。
MACS1149-JD1の質量は銀河系の1%程度しかないと考えられている。初期の銀河はとても小さく、これらの銀河が合体して現在のような大きな銀河に成長したと考えられている。また、MACS1149-JD1は赤方偏移により深い赤色をしている。
MACS1149-JD1は、宇宙の暗黒時代の終わりの時代にある銀河である。この時代にある初期の銀河は強い紫外線を放っており、周辺の中性水素が再電離している可能性がある。